# Dessie Sheehan
Desmond „Dessie“ Sheehan (* 3. September 1949) ist ein ehemaliger irischer Snookerspieler, der nach einer erfolgreichen Amateurlaufbahn zwischen 1981 und 2001 mit Unterbrechungen für 18 Jahre Profispieler war.

## Karriere
Sheehan machte erstmals auf sich aufmerksam, als er 1968 das Viertelfinale der britischen U19-Meisterschaft erreichte und dort ausschied. 1970 und 1971 gewann er die irische Snooker-Meisterschaft; im zweiten dieser beiden Jahre siegte er zusätzlich auch bei der All-Ireland Amateur Championship gegen Sammy Crothers. Nachdem er 1972 und 1979 irischer Vize-Meister geworden war und sowohl 1974 als auch 1980 mit mittelmäßigem Resultat an der Amateurweltmeisterschaft teilgenommen hatte, gewann er 1980 zum dritten Mal die irische Meisterschaft. Kurze Zeit später wurde er Profispieler.

### Profijahre in den 1980ern
Sheehan wurde zur Spielzeit 1981/82 Profispieler, also zu der Zeit, in der auch schlechtere Profispieler sukzessive sich an mehr Turnieren beteiligen konnten. Trotzdem war sein Start in die Profikarriere miserabel: in den ersten drei Saisons gelangen ihm nur zwei Siege – bei den International Open 1981 gegen Vic Harris und beim Professional Players Tournament 1983 gegen Pat Houlihan –, während er die anderen Spiele allesamt verlor. Dadurch verpasste er es auch, sich auf der Weltrangliste zu platzieren. Erst nachdem er in der nächsten Saison zwei Spiele aus eigener Kraft und ein weiteres dank der kampflosen Aufgabe von Lou Condo gewinnen konnte und dadurch neben der Runde der letzten 80 des Classic auch die Runde der letzten 64 bzw. die erste Hauptrunde beim Grand Prix erreichte, bekam auch er mit Rang 99 eine Weltranglistenplatzierung zugewiesen.
Die nächsten beiden Saisons verliefen dann deutlich erfolgreicher: Nachdem Sheehan während der Saison 1985/86 die Runde der letzten 96 der Snookerweltmeisterschaft und sowohl bei der UK Championship als auch bei den British Open die Runde der letzten 64 erreicht hatte, schied er zwar während der folgenden Saison dreimal in einer Runde der letzten 96 aus, erzielte aber bei der Irish Professional Championship, einem Non-ranking-Turnier, mitsamt dem höchsten Break seiner Karriere im Wert von 96 Punkten mit dem Viertelfinale das beste Ergebnis seiner Karriere. Auf der Weltrangliste erreichte er zwischenzeitlich mit Rang 81 einen weiteren Höchststand, verschlechterte sich dann aber wieder bis auf 94.
Die folgenden drei Saisons verliefen jedoch wieder etwas schlechter, als Sheehan während der Saison 1987/88 lediglich ein Spiel gegen Derek Heaton beim Classic gewann. In der folgenden Saison gewann er jedoch wieder drei Spiele aus eigener und ein weiteres Spiel aus nicht-eigener Kraft und konnte damit bei den International Open und bei der UK Championship in die Runde der letzten 96 und beim Classic in die Runde der letzten 64 einziehen. In der Saison 1989/90 konnte er jedoch nur noch zwei von dreizehn Spielen gewinnen und schied damit zweimal in der Runde der letzten 96 aus. Auf der Weltrangliste rutschte er während der drei Saisons aus den Top 100 hinaus und belegte 1990 nur noch Rang 121.

### Profijahre in den 1990ern
Die schlechte Form setzte sich bei Sheehan auch in den 1990ern fort, in denen die Profitour über weite Teile für alle Spieler offen stand. Nachdem Sheehan während der Saison 1990/91 kein einziges Spiel gewonnen hatte, konnte er in der nächsten Saison immerhin ein Drittel der Spiele für sich entscheiden. Dabei erreichte er mit zwei Siegen aus eigener Kraft gegen Tom Finstad und Tommy Murphy die Runde der letzten 96 beim Grand Prix und profitierte später bei den Welsh Open von der kampflosen Aufgabe Finstads. Auch die Saison 1992/93 war geprägt von den zahlreichen Niederlagen, doch Sheehan gelang immerhin zweimal der Einzug in eine Runde der letzten 128 sowie der Einzug in die dritte Runde der Irish Professional Championship. In der anschließenden Spielzeit siegte Sheehan nur noch zweimal, konnte aber damit nicht wirklich einen Erfolg verbuchen. Auf der Weltrangliste änderte sich während der Saisons auch nichts an Sheehans generellem Trend; mittlerweile war der Ire auf Rang 279 abgestürzt.
In den folgenden Jahren reduzierte Sheehan sein Auftreten auf der Profitour deutlich. Nachdem er im Laufe der Saison 1994/95 kein einziges Spiel bestritten hatte, nahm er zwar in der folgenden Saison an sechs Turnieren wieder teil, konnte aber kein einziges Auftaktspiel gewinnen. Nachdem er in der nächsten Spielzeit erneut kein einziges Spiel bestritten hatte und er auf der Weltrangliste bis auf Rang 451 abgestürzt war, verlor er nach 16 Profijahren seinen Profistatus wieder. Zur Saison 1998/99 wurde er zwar wieder kurzzeitig Profispieler, bestritt jedoch nur ein Spiel, musste sich in diesem zudem geschlagen geben und verlor später, nur auf Rang 294 der Weltrangliste geführt, wieder seinen Profistatus. Nachdem er als Amateur mit bescheidenem Erfolg an der Qualifikation für die Snookerweltmeisterschaft 2000 teilgenommen hatte, war er in der Saison 2000/01 nochmals Profispieler, bestritt aber – diesmal ohne Erfolg – nur ein Auftaktspiel in der Qualifikation für die Snookerweltmeisterschaft 2001. Nachdem er zum Saisonende nur auf Rang 207 geführt wurde, verlor Sheehan nach nun insgesamt 18 Profijahren zum dritten und letzten Mal seinen Profistatus.

### Weiteres Leben als Snooker-Amateur
In den Jahren nach dem Ende seiner Profikarriere nahm Sheehan weitestgehend erfolglos an den Events der Challenge Tour und an der Qualifikation der Snookerweltmeisterschaft teil. 2004 pausierte er damit erstmal und nahm 2005 nach knapp 25 Jahren wieder an der irischen Snooker-Meisterschaft teil, wo er spätestens in der Runde der letzten 32 ausschied. 2007 erhielt er die Startberechtigung für die Irish Professional Championship, verlor aber gegen Michael Judge sein Auftaktspiel. 2008 nahm er dann wieder an der irischen Meisterschaft teil und unterlag im Achtelfinale Brendan O’Donoghue.
2009 und 2019 versuchte er bei der irischen Meisterschaft erneut sein Glück, schied aber spätestens in der Runde der letzten 32 aus. In der Zwischenzeit nahm Sheehan zumeist ohne großen Erfolg an Ausgaben von Events der Players Tour Championship – sein bestes Ergebnis war das Erreichen der Hauptrunde der Lisbon Open –, der World Seniors Championship und der Q School teil. Im Frühjahr 2020 erreichte er außerdem die vierte und letzte Amateur-Qualifikationsrunde der Gibraltar Open, unterlag dann aber Andrew Pagett.

## Erfolge
| Ausgang         | Jahr | Turnier                          | Finalgegner    | Ergebnis  |
| --------------- | ---- | -------------------------------- | -------------- | --------- |
| Amateurturniere |      |                                  |                |           |
| Sieger          | 1970 | Irische Snooker-Meisterschaft    | Paddy Thornton | 3:2       |
| Sieger          | 1971 | Irische Snooker-Meisterschaft    | Jim Weber      | 4:3       |
| Sieger          | 1971 | All-Ireland Amateur Championship | Sammy Crothers | 4:2       |
| Zweiter         | 1972 | Irische Snooker-Meisterschaft    | Fergus Murphy  | 3:4       |
| Zweiter         | 1979 | Irische Snooker-Meisterschaft    | Eugene Hughes  | unbekannt |
| Sieger          | 1980 | Irische Snooker-Meisterschaft    | Tony Langhan   | 5:3       |